# Wang Chuanfu
Wang Chuanfu (王传福S) (Contea di Wuwei, 8 aprile 1966) è un chimico, imprenditore e miliardario cinese, fondatore, presidente e CEO di BYD Company, una multinazionale quotata in Borsa con sede a Shenzhen, Guangdong, Cina. L'azienda ha diverse filiali importanti: BYD Auto (è il più grande produttore di veicoli elettrici al mondo), BYD Electronic (produce parti elettroniche e assemblaggi) e FinDreams (componenti automobilistici)..
Secondo Forbes, Wang Chanfu è il 120° più ricco al mondo con un patrimonio stimato nel 2023 di 14,9 miliardi di dollari.

## Biografia
Wang Chuanfu è nato nel 1966 nella Contea di Wuwei, provincia di Anhui, nella Repubblica popolare cinese, in una famiglia di contadini. I suoi genitori morirono quando era bambino, quindi fu allevato da suo fratello e sua sorella. Ha studiato chimica (冶金物理化学S) presso la Central South Industrial University of Technology e ha poi ha conseguito il master nel 1990 presso l'Istituto di ricerca sui non ferrosi di Pechino (北京有色金属研究总院S); (in seguito Gruppo GRINM).
Dal 1990, Wang Chuanfu ha lavorato come ricercatore in un'azienda statale, ma, insoddisfatto, nel 1995 è diventato lavoratore autonomo. Il suo capitale iniziale, preso in prestito dai parenti, era di 300.000 dollari. Così a 29 anni ha fondato con suo cugino Lu Xiangyang la società BYD (acronimo di "Build Your Dreams") iniziando a produrre batterie ricaricabili in una piccola fabbrica con 20 dipendenti in una cittadina fuori Shenzhen.
Nel 2003, ha acquistato la società automobilistica statale in difficoltà Xi'an Tsinchuan Auto Co., Ltd. e ha fondato la filiale BYD Auto per la produzion di macchine elettriche. 
Nel settembre 2008, la MidAmerican Energy Holdings di Warren Buffett ha acquisito una partecipazione del 10% in BYD per 230 milioni di dollari. Ciò ha portato ad un aumento di cinque volte del valore di mercato dell'azienda,facendo diventare ricco anche Wang Chuanfu. All'inizio del 2009, secondo quanto riferito, valeva 3,4 miliardi di dollari, collocandosi al 408º posto nella Global Rich List 2014 del Rapporto Hurun.  Alla fine del 2009, il suo patrimonio netto è cresciuto fino a 5,1 miliardi di dollari ed è stato incoronato l'uomo più ricco della Cina nel Rapporto Hurun. 
Sempre nel 2009 sono iniziate in Cina le vendite dei primi veicoli elettrici e ibridi, nel 2011 le vendite si sono estese nei mercati europeo e americano.
Nel novembre 2021, Forbes ha riferito che la ricchezza di Wang Chuanfu era aumentata a 23,5 miliardi di dollari, rendendolo la 14a persona più ricca in Cina. Ciò era dovuto a un aumento di due volte del prezzo delle azioni di BYD rispetto all'anno precedente. Nel 2022 BYD Auto ha superato in termini di vendite Tesla, la società di Elon Musk, rappresentando il 21% del mercato globale. Nello stesso periodo il gruppo BYD è diventato il più grande produttore mondiale di batterie per telefoni cellulari.

## Vita privata
Wang è sposato e vive a Shenzhen.